# La Poudrière (école)
Pour l’article homonyme, voir La Poudrière.
La Poudrière est une école de cinéma qui propose des formations à la réalisation de films d'animation. La Poudrière est installée à la Cartoucherie à Bourg-lès-Valence en France.

## Historique
L'école a été créée en 1999 par Jacques-Rémy Girerd, réalisateur et fondateur à Bourg-lès-Valence du studio Folimage. La Poudrière est constituée en association à but non lucratif. Elle est reconnue par le ministère de la Culture et possède le double statut d'enseignement supérieur privé et de centre de formation professionnelle continue.
La Poudrière est dirigée par deux professionnels du cinéma d'animation : Annick Teninge, directrice, et Laurent Pouvaret, directeur des études.
La Poudrière fait partie du Réseau des écoles françaises de cinéma d'animation (RECA).

## Formation
La Poudrière forme au métier de réalisateur de films d'animation en formation initiale ou continue. Aucun diplôme n'est requis mais les étudiants sont présélectionnés sur dossier, puis sélectionnés sur épreuves et entretien. L'école de La Poudrière délivre une certification de niveau I.
La pédagogie repose sur la transmission directe de savoirs et de compétences grâce à l'intervention de professionnels.
La formation dure deux ans et consiste en la réalisation personnelle ou collective de travaux et exercices. Les étudiants explorent les différentes techniques de l'animation et étudient les aspects économiques, juridiques et logistiques du secteur. Pour leur projet de fin d'études, les étudiants réalisent un court métrage personnel d'environ quatre minutes.
La formation longue est inscrite au Répertoire national des certifications professionnelles (RNPC).

## Échanges et coopération internationale
La Poudrière est membre du Réseau européen d'écoles d'animation animé par Cartoon, l'association européenne du film d'animation.
The Animation Workshop au Danemark, école de ce réseau, est partenaire du module de formation « adaptation littéraire ».
Les étudiants et stagiaires participent à des festivals internationaux : Marché international du film d'animation d'Annecy, Festival International du court métrage de Clermont-Ferrand, Cartoon Movie ou Forum Cartoon.
Des missions peuvent être également proposés à l'étranger : conférences, masterclass ou projets internationaux.
L'école La Poudrière est reconnue à l'international.

## Anciens élèves reconnus
- Benjamin Renner, réalisateur de films d'animation. Il a coréalisé le long métrage Ernest et Célestine avec Vincent Patar et Stéphane Aubier pour lequel il a reçu le César du meilleur film d'animation en 2013, et Le Grand Méchant Renard et autres contes..., avec Patrick Imbert, qui a obtenu le César du meilleur film d'animation en 2018.
- Rémi Chayé[5], réalisateur de films d'animation. Il a réalisé Tout en haut du monde qui remporte le prix du public pour un long métrage au Festival international du film d'animation d'Annecy en 2015[6].
- Natalia Chernysheva[7], réalisatrice de films d'animation. Son film de fin d'études, Deux amis, a reçu le prix du meilleur film d’école à Cinanima (Portugal) et la mention spéciale du jury du Festival de Dresden (Allemagne).
- Éric Montchaud[8], réalisateur et scénariste de films d'animation. Il a réalisé L'odeur du chien mouillé et La Petite Casserole d'Anatole qui remporte le prix du public au Festival international du film d'animation d'Annecy 2014.
- Gabriel Harel est réalisateur de films d'animation et diplômé des beaux-arts. Il crée deux courts-métrages : Yùl et le serpent en 2015, lauréat du Cartoon d'or en 2016, et La nuit des sacs plastiques en 2018, lauréat du meilleur court-métrage d'animation aux César 2020[9].
- Lucrèce Andreae, réalisatrice de films d'animation, lauréate du César 2018 pour le meilleur court-métrage d'animation avec le film Pépé le morse.